# Adrián López
Adrián, właśc. Adrián López Álvarez (ur. 8 stycznia 1988 w Teverga) – hiszpański piłkarz, który występował na pozycji napastnika. Dwukrotny reprezentant Hiszpanii.
W swojej karierze występował m.in. w takich klubach jak Atlético Madryt, FC Porto czy Deportivo La Coruna.

## Kariera
Adrián piłkarską karierę rozpoczął w 2005 w rezerwach Realu Oviedo, jednak już w 2006 postanowił przejść do Deportivo La Coruña. Zadebiutował w nim 31 marca 2007 podczas 28. kolejki Primera División przeciwko zespołowi FC Barcelona. Mecz zakończył się porażką 2:1, a Adrián López w 69. minucie strzelił „honorową” bramkę. W 2008 roku przebywał na wypożyczeniu w Deportivo Alavés Vitoria, a następnie na tej samej zasadzie trafił do Málaga CF. Od 2009 roku ponownie występuje w Deportivo La Coruña. Po spadku Deportivo do drugiej ligi w 2011 r. przechodzi do Atlético Madryt, z którym w 2014 roku zdobył mistrzostwo Hiszpanii. Latem 2014 odszedł za 11 milionów euro do FC Porto.
Adrián López reprezentuje również reprezentację Hiszpanii U-20, z którą wystąpił na Mistrzostwach Świata do lat 20 w Kanadzie. Na chwilę obecną dla tej kategorii wiekowej strzelił 5 bramek.